# 白石岩村落遗址
白石岩村落遗址，位于中国广东省阳江市阳春市合水镇平北村委会白石岩，为阳春市的一个市级文物保护单位，类型为古遗址，公布时间为1979年1月16日。
白石岩村落遗址的历史年代为新石器时代—商。